# Мухіно (Кулицьке сільське поселення, Калінінський район)
Мухіно (рос. Мухино) — присілок в Калінінському районі Тверської області Російської Федерації.
Населення становить 110 осіб. Входить до складу муніципального утворення Кулицьке сільське поселення.

## Історія
Від 2005 року входить до складу муніципального утворення Кулицьке сільське поселення.

## Населення
| 1859 | 1886 | 1919 | 1997 | 2002 | 2010 |
| ---- | ---- | ---- | ---- | ---- | ---- |
| 240  | ↗314 | ↘223 | ↘180 | ↘152 | ↘110 |